# Lodrone (Storo)
Lodrone (Lodrù in dialetto trentino e in dialetto locale) è una frazione del comune di Storo situata a sud della Valle del Chiese.

## Storia
Fu comune autonomo fino al 1928. Lodrone è il luogo dove si combatté nel 1439 una battaglia tra truppe al soldo del Ducato di Milano al comando del capitano di ventura Niccolò Piccinino e quelle dei conti di Lodron, che nonostante la netta inferiorità numerica riuscirono ad uccidere in battaglia oltre mille dei soldati del Piccinino, facendone prigionieri oltre cinquecento.
Tra il 7 e il 10 luglio 1866 si combatté l'omonima battaglia, tra le forze garibaldine e austriache.
Sorta a ridosso del fiume Caffaro, dal 1861 al 1918 qui vi passava il confine tra Regno d'Italia e Austria Ungheria, dopo che per secoli era stato il punto di confine tra Repubblica di Venezia e Contea principesca del Tirolo, dopo la parentesi napoleonica fu confine tra il Lombardo Veneto e l'Impero d'Austria.
Lodrone fu dal 1100 ca. al 1826 sede della Contea di Lodrone, territorio soggetto alla podestà della nobile famiglia dei conti Lodron, feudatari dei principi-vescovi di Trento, ma il cui feudo si estendeva fino alla Val Vestino.
Lodrone è stato un comune fino al 1º marzo 1928, quando il regio decreto n. 540 (G.U. 2 aprile 1928 n. 78) stabiliva che i comuni di Darzo, Lodrone e Bondone fossero aggregati a quello di Storo. È rimasto un comune catastale. Il codice catastale (Belfiore) è E653. Nella frazione si trova il castello di Santa Barbara, il palazzo Bavaria, ex residenza dei Conti trasformato nel 1915 in quartier generale dalla 6ª divisione del III corpo d'armata dell'esercito italiano, e infine il palazzo del Caffaro.
Nel 1836 Lodrone contava 170 abitanti. Al censimento del 1961 gli abitanti erano 556, passati a 614 nel 1971, 746 nel 1981, 918 nel 1991 e 1036 nel 2007. L'incremento maggiore è dovuto all'immigrazione di abitanti del vicino comune di Bagolino posto a mezza montagna nella confinante Lombardia.
I territori montani degli altri paesi del trentino erano terre di natura di uso civico, ma ciò storicamente non avvenne per Lodrone forse per la presenza in quel territorio dei conti Lodron. L'intera montagna di Tonolo nel territorio catastale di Lodrone era proprietà dei conti Lodron che poi la vendettero ai lodronesi che si costituirono in un'apposita “società acquirenti”. Negli anni '80 il Comune di Storo acquistò quasi tutte le quote con l'intenzione di divenirne proprietario esclusivo e consegnare la montagna ai lodronesi con vincolo di uso civico, come la storia ha voluto per Storo e Darzo.

## Monumenti e luoghi d'interesse

### Architetture religiose
- Chiesa dell'Annunciazione di Maria, parrocchiale.
- Santuario del Nome di Maria, o della Madonna dell'Aiuto
- Ex chiesa di Santa Croce. In tempi recenti viene utilizzata come sala polifunzionale.

## Galleria d'immagini
| - Il lago d'Idro e la piana di Storo visti dal colle di San Giacomo: sulla sinistra Ponte Caffaro, Lodrone e Darzo; in fondo a destra Storo - Il palazzo Caffaro dei conti Lodron - Lo stemma dei conti Lodron sulla facciata del palazzo Caffaro - il portale d'entrata e scorcio del giardino interno del palazzo Caffaro dei conti Lodron - Il loggiato interno del palazzo Caffaro dei conti Lodron e alcune lapidi di monumenti funebri - il palazzo Bavaria dei conti Lodron nel centro storico del paese di Lodrone (frazione del comune di Storo) - i ruderi del castello di Santa Barbara sopra il paese di Lodrone |